# Björn Kirschniok
Björn Kirschniok (* 11. Januar 1980 in Bonn) ist ein deutscher Schauspieler.
Seine Laufbahn bei Film- und Fernsehen begann 1999 in Augsburg. In der Bernd-Eichinger-Produktion Harte Jungs spielte er die Rolle des Kai (Regie: Marc Rothemund). Danach folgten Fernsehfilme bei ARD und ZDF und diverse Episodenrollen (wie in Die Wache und Mein Leben & Ich).
Von 2003 bis 2006 spielte Kirschniok den Polizeiwachtmeister Tom Friese in der Cinecentrum-Produktion SOKO Wismar (ZDF). Ab 2008 war der in Köln lebende Schauspieler in der täglich ausgestrahlten Serie 112 – Sie retten dein Leben bei RTL zu sehen. In dieser Produktion von actionconcept spielte Kirschniok den Polizisten Heiko Ehrich.

## Filmografie
- 2000: Harte Jungs
- 2001: Wilder Hafen Ehe (Fernsehfilm)
- 2001: Mein Leben & Ich (Fernsehserie, Episode 1.3)
- 2002: Die Wache (Fernsehserie)
- 2002: Schaukampf
- 2003: Das Duo: Der Liebhaber (Fernsehserie)
- 2003–2006: SOKO Wismar (Fernsehserie)
- 2004: Das Duo: Falsche Träume
- 2004: Ende Februar (Kurzfilm)
- 2006: Die Beichte (Kurzfilm)
- 2005: Das Duo: Herzflimmern
- 2006: Das Duo: Unter Strom
- 2006: Das Duo: Auszeit
- 2006: Das Duo: Man lebt nur zweimal
- 2007–2008: 112 – Sie retten dein Leben (Fernsehserie)